# Katedra we Fredrikstad
Katedra we Fredrikstad (bokmål: Fredrikstad domkirke, nynorsk Fredrikstad domkyrkje) – kościół z 1880 roku w gminie Fredrikstad, w okręgu Østfold. Wzniesiony w 1880 roku. Po utworzeniu diecezji Borg w 1968 roku, kościół został podniesiony do rangi katedry.
Budowla ceglana, posiadająca 1100 miejsc siedzących. Wybudowana w stylu neogotyckim. Wnętrze zostało przyozdobione przez Wilhelma Petersa, Axela Revolda, Atnsteina Arneberga i Emanuela Vigelanda.